# 파스피에
파스피에(Passepied, IPA: [pasˈpje])는 3/8박자 또는 6/8박자로 된 활발한 성격을 가진 춤곡이다. 브르타뉴 지방이 발상지로 생각된다.

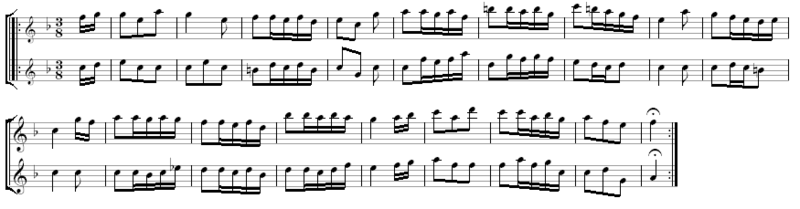
요한 크리스토퍼 슐츠의 파스피에

미뉴에트와 비슷하나, 조금 더 빠르다.